# Gargar Festival
Gargar Festival de Murals i Art Rural és un esdeveniment artístic dedicat al muralisme que es realitza des de l'any 2016 a la localitat noguerenca de Penelles, als peus de la serra de Bellmunt-Almenara.

## Història
La iniciativa va néixer d'un grup de joves en veure barris pintats a Rio de Janeiro, a fi de potenciar el turisme, donar vida i dinamitzar el poble convertint-lo en un museu a l'aire lliure, a la vegada que per a impulsar i donar visibilitat als artistes. El festival ha despertat un enorme interès internacional, amb un total de 40.000 visites anuals, en un poble de 400 habitants. Els artistes es desplacen al poble durant una setmana per pintar murals que tinguin relació amb el món rural. No se'ls paga i reben a canvi tot el material que necessiten i el pagament de l'estada. «Gargar» és el cant que fa la ganga o perdiu de garriga, un ocell de secà en perill d'extinció. Des de l'organització s'afirma que, «com l'ocell, el poble no vol passar a l'oblit i desaparèixer».
En l'edició de 2022, en homenatge a la dona dins de la il·lustració catalana, el festival va comptar amb la participació de Roser Capdevila com a convidada il·lustre. Capdevila és especialment coneguda com a autora de Les Tres Bessones, i una autèntica pionera en el camp de l'audiovisual català.
En la novena edició del festival, el 2024, Pilarín Bayés, amb l'ajuda d'estudiants d'art i muralistes, va crear un mural de sis metres a la plaça de l'Església Vella dedicat a l'antiga pagesia que va prosperar al Clot del Dimoni amb el canal d'Urgell. Amb aquesta edició, Penelles va assolir la xifra de 150 murals realitzats al poble.